# Marcus Wrangö
Marcus Wrangö, född 13 december 1976 i Stockholm, är en svensk tonsättare, musiker, ljuddesigner och tekniker.

## Biografi
Marcus Wrangö har studerat på Gotlands Tonsättarskola i Visby, Elektronmusikstudion (EMS) i Stockholm samt har en kandidat och masterexamen i elektroakustisk komposition från Kungliga Musikhögskolan i Stockholm.
Wrangö har främst komponerat elektronisk musik och har sedan 2010 även inkluderat videoprojektioner. Han har komponerat musikdramatiska elektroakustiska verk, ofta med science fiction-inriktning.
Wrangö har varit en av de drivande i uppbyggnaden av scenen Audiorama på Skeppsholmen i Stockholm. Han är medlem i Fylkingen och Musikcentrum Öst, ansluten till Stim och valdes 2011 in som medlem i Föreningen svenska tonsättare (FST).

## Verk (urval)

### Elektroakustiska verk
- 2005 – the and you from this subject, quad fixed media (tape)
- 2005 – VS, stereo fixed media (tape)
- 2006 – toids, stereo fixed media (tape)
- 2007 – The Ominous Sonorities of Freck, fixed media (tape) för 8.0 surroundljud
- 2008 – maskering; vilseledning, musikdramatik för 5.1 surroundljud, skådespelare och röst
- 2008 – The Eyes of the Man at the Death of Charles Freck, 5.1 fixed media (tape)
- 2009 – miibebo, live-elektronik för två Nintendo Wiimotes och dator
- 2009 – Ulysses and the Sun, stereo fixed media (tape)
- 2010 – kybernetes, surroundljud, dansare/skådespelare och videoprojektion
- 2010 – dash, audiovisuell live-elektronik
- 2011 – dot, live-elektronik för surroundljud, iPad och dator
- 2011 – Resan till jordens medelpunkt, hörspel för surroundljud, komponerat tillsammans med Magnus Bunnskog, efter Jules Vernes bok
- 2011 – obelus, audiovisuell live-elektronik
- 2011 – När du hör hovar, leta efter zebror, hörspel för surroundljud, text: Marga Pettersson
- 2011 – Plusminusnoll, audiovisuell live-elektronik
- 2012 – Den Haydn kann ich nicht leiden för sex skivspelare och en synthesizer
- 2013 – cube5, audiovisuellt verk för live eller installation

### Elektroakustisk musik för film och dans
- 2007 – The Room, musik till konstfilmen "The Room"
- 2008 – FROM LETTER TO THREEDIMENSIONAL ABSTRACTION, musik till konstfilmen med samma namn
- 2009 – A22972, musik till konstfilmen "A22972"
- 2011 – Hello! för fixed media (tape) och live-elektronik för nycirkus- och dansföreställningen "Hello!"

### Akustisk musik
- 2004 – iota för tuba och trumpet
- 2005 – pos för stenslagverk och live-elektronik
- 2005 – macrocroma för blåsorkester och förstärkt kontrabas
- 2005 – sök för trombon och slagverk
- 2007 – Within Licking Distance för fagott och live-elektronik
- 2007 – microchroma för blåsorkester